# Tomasz Nowak (piłkarz)
Tomasz Nowak (ur. 30 października 1985 w Kościanie) – polski piłkarz grający na pozycji pomocnika w Sarmacji Będzin .
Tomasz Nowak piłkarską karierę rozpoczynał w Obrze Kościan, następnie występował w juniorach Amiki Wronki z którymi w lipcu 2003 zdobył srebrny medal mistrzostw Polski. Przed sezonem 2003/2004 został włączony do rezerw tego klubu. Grał w nich przez następne dwa i pół roku, po czym trafił do Kanii Gostyń. W listopadzie 2006 testowany był przez ŁKS Łódź, w grudniu przez GKS Bełchatów, jednak 1 lutego 2007 został zawodnikiem Korony Kielce. W barwach kieleckiego zespołu zadebiutował w Orange Ekstraklasie, a w sezonie 2007/2008 regularnie pojawiał się na boisku. W następnych rozgrywkach Nowak pełnił rolę rezerwowego, lecz to jego gol w spotkaniu z Dolcanem Ząbki zapewnił Koronie prawo gry w barażach. 31 sierpnia 2009 został wypożyczony na rok z opcją pierwokupu do Polonii Bytom, w której rozegrał 23 mecze. Latem 2010 powrócił do Korony, jednak szybko został wystawiony na listę transferową. Po odejściu Cezarego Wilka do Wisły Kraków został włączony do składu kieleckiego zespołu i otrzymał po nim numer 28. Po zakończeniu rundy jesiennej sezonu 2010/2011 nie przedłużył swojego kontraktu i stał się wolnym zawodnikiem. W lutym 2011 podpisał umowę z GKS-em Bogdanka i występował w nim do czerwca. Wtedy to związał się dwuletnim kontraktem z ŁKS-em Łódź.
W listopadzie 2007 Nowak został powołany przez Leo Beenhakkera do reprezentacji Polski na zgrupowanie, które odbyło się w dniach 10-16 grudnia w Turcji. Wystąpił w sparingu z Antalyasporem, lecz oficjalnego debiutu w meczu z Bośnia i Hercegowiną nie zaliczył. W styczniu 2010 został desygnowany przez Franciszka Smudę na Puchar Króla Tajlandii w zastępstwie Adama Matuszczyka. W ramach zgrupowania zagrał w trzech spotkaniach, a w pojedynku z Singapurem strzelił gola z rzutu karnego.

## Kariera klubowa
Tomasz Nowak rozpoczynał piłkarską karierę w Obrze Kościan, następnie występował w juniorach Amiki Wronki, z którymi w lipcu 2003 zdobył srebrny medal mistrzostw Polski. Przed sezonem 2003/2004 został włączony do rezerw tego klubu. Grał w nich przez następne dwa i pół roku i strzelił w tym czasie dwa gole w rozgrywkach III ligi. Pierwszego zdobył 7 listopada 2004 w wygranym 5:0 meczu z Odrą Chojna, a drugiego i zarazem ostatniego niecały rok później w pojedynku z Flotą Świnoujście, zakończonym zwycięstwem drugiej drużyny Amiki 7:1. W przerwie zimowej sezonu 2005/2006 Nowak przeszedł do Kanii Gostyń, a w rundzie wiosennej strzelił siedem bramek. Dzięki swojej efektownej grze, koledzy z drużyny nadali mu takie przydomki jak „Deco” czy „Diego”. Między innymi dzięki jego wysokiej skuteczności klub wywalczył awans do II ligi. Zespół zrezygnował z promocji i kolejne rozgrywki spędził również na trzecim szczeblu rozgrywkowym. W listopadzie 2006 zawodnik przyjechał na testy do ŁKS-u Łódź. Miał zagrać w spotkaniu pucharu Ekstraklasy z Legią Warszawa, ale po ogłoszeniu żałoby narodowej mecz został przełożony na 6 grudnia. Spowodowało to, że Nowak wystąpił w pojedynku z GKS-em Bełchatów. Był bliski podpisania umowy, ale do transferu ostatecznie nie doszło.

### Korona Kielce
W grudniu 2006 Nowak przeszedł testy wydolnościowe i szybkościowe w GKS-ie Bełchatów, ale nie został zawodnikiem tego klubu. Następnie trenował z Koroną Kielce, z którą miał podpisać umowę. Początkowo oba kluby nie mogły dojść do porozumienia co do kwoty transferu. Zawodnik miał w swoim kontrakcie z gostyńskim klubem zapis, że mógł odejść za sumę, za jaką przyszedł do Gostynia z Amiki Wronki, powiększoną o 25%. Problem tkwił w ustaleniu kwoty transferu do Kanii. 1 lutego 2007 Wydział Gier Polskiego Związku Piłki Nożnej wydał decyzję dotyczącą kwoty odstępnego za 21-letniego pomocnika i wówczas Nowak stał się zawodnikiem kieleckiego zespołu. Zadebiutował w nim w lutym 2007, w wygranym 4:0 meczu z Widzewem Łódź, zaś po raz pierwszy w Orange Ekstraklasie wystąpił 7 kwietnia, w spotkaniu z Pogonią Szczecin. W sezonie 2006/2007 dotarł z Koroną do finału pucharu Polski, w którym jego zespół przegrał 0:2 z Dyskobolią Grodzisk Wielkopolski. W następnych rozgrywkach Nowak nie był podstawowym zawodnikiem, ale regularnie pojawiał się na boisku, głównie w drugich połowach. Kilkukrotnie wystąpił także w meczach Młodej Ekstraklasy.
1 lipca 2008 Wydział Dyscypliny PZPN, mając dowody dostarczone przez prokuraturę we Wrocławiu („ustawienie” 14 meczów w sezonie 2003/2004), ukarał Koronę degradacją o jedną klasę rozgrywkową. Z zespołu odeszło wielu podstawowych zawodników, jednak Nowak pozostał w nim. W sezonie 2008/2009 pełnił rolę rezerwowego. Jego forma przechodziła duże wahania. Potrafił zupełnie przejść obok spotkania z Turem Turek na własnym obiekcie, by kilka tygodni później poprowadzić zespół do zwycięstwa nad Odrą Opole. Wystąpił w 16 spotkaniach, m.in. w kończącym ligowe zmagania pojedynku z Dolcanem Ząbki, w którym strzelił jedynego gola dla Korony. Bramka ta zapewnił kieleckiej drużynie prawo gry w barażach, które zostały jednak odwołane. 15 lipca, dzięki decyzji Komisji ds. Nagłych PZPN Korona bezpośrednio awansowała do Ekstraklasy.

### Polonia Bytom
Na początku sezonu 2009/2010 Nowak występował w Koronie, ale 31 sierpnia 2009 został wypożyczony z opcją pierwokupu do Polonii Bytom. W nowym klubie zadebiutował w wygranym 4:0 pojedynku przeciwko Piastowi Gliwice. Szybko wywalczył sobie miejsce w podstawowym składzie i stał się liderem drużyny. W Polonii przez długi czas występował z konieczności na lewej obronie. W rundzie wiosennej prezentował się słabiej, a częsta zmiana pozycji spowodowała, że nie mógł się przyzwyczaić do danego miejsca na boisku. Po zakończeniu sezonu 2009/2010 Nowak nie został wykupiony przez Polonię, gdyż działacze bytomskiego klubu uznali, że cena transferu jest za wysoka. Nowak wrócił więc do Korony jednak szybko został wystawiony na listę transferową. Ze względu na brak ofert z innych zespołów rozpoczął przygotowania do kolejnych rozgrywek z zespołem Młodej Ekstraklasy.

### Korona Kielce
18 lipca 2010 dyrektor do spraw sportowych Korony Kielce, Jarosław Niebudek poinformował, że na obóz zespołu do Słowenii, ze względu na sprawy organizacyjne nie pojedzie Cezary Wilk. W jego miejsce został powołany Nowak. 30 lipca 2010 wziął udział w prezentacji klubu i otrzymał koszulkę z numerem 28, z którym wcześniej występował Wilk. W rundzie jesiennej sezonu 2010/2011 pełnił funkcję rezerwowego, w większości spotkań wchodził jedynie na końcówki. Dwa razy trener Marcin Sasal zdecydował się wystawić go w pierwszym składzie. Jeden mecz od pierwszych minut rozegrał przeciwko Wigrom Suwałki w pucharze Polski, drugi w lidze z Legią Warszawa. Spotkanie przeciwko stołecznemu zespołowi zakończył przedwcześnie, gdyż jeszcze w pierwszej połowie został zmieniony przez Radosława Cierzniaka ze względu na czerwoną kartkę Zbigniewa Małkowskiego. Po zakończeniu rundy jesiennej kontrakt Nowaka z Koroną nie został przedłużony i piłkarz stał się wolnym zawodnikiem.

### GKS Bogdanka
W lutym 2011 pozyskaniem Nowaka zainteresowany był GKS Bogdanka. Piłkarz wystąpił w sparingu z Žalgirisem Wilno, w którym zdobył jedną z bramek, a następnie podpisał z klubem półroczny kontrakt.

## Kariera reprezentacyjna
15 listopada 2007, Nowak został powołany przez Leo Beenhakkera do reprezentacji Polski na zgrupowanie, które odbyło się w dniach 10-16 grudnia w Turcji. Wystąpił na nim przez 45. minut w sparingowym meczu z Antalyasporem. W oficjalnym meczu towarzyskim z Bośnia i Hercegowiną, który odbył się trzy dni później nie zagrał.

### Puchar Króla Tajlandii 2010
W grudniu 2009 selekcjoner reprezentacji Polski, Franciszek Smuda powołał kadrę na Puchar Króla Tajlandii 2010. Ze względu na liczne kontuzje w zespole 1. FC Köln w zgrupowaniu nie mógł wziąć udziału zawodnik tego klubu – Adam Matuszczyk. W jego miejsce został desygnowany Nowak. 17 stycznia zadebiutował w barwach narodowych, w spotkaniu z Danią, w którym na boisku pojawił się w 85. minucie za Macieja Iwańskiego. Następnie zagrał w meczu z gospodarzami turnieju, w którym również na boisku pojawił się w drugiej połowie. W kończącym turniej pojedynku przeciwko Singapurowi Nowak zmienił w 71. minucie zawodnika Lecha Poznań, Tomasza Bandrowskiego, a pod koniec spotkania został sfaulowany w polu karnym przez jednego z rywali. Gola z rzutu karnego zdobył sam poszkodowany i ustalił końcowy wynik spotkania na 6:1 dla Polski.

## Statystyki

### Klubowe
Stan na 5 stycznia 2019
| Klub               | Sezon         | Liga             | Liga  | Liga   | Puchary krajowe | Puchary krajowe | Łącznie | Łącznie |
| Klub               | Sezon         | Liga             | Mecze | Bramki | Mecze           | Bramki          | Mecze   | Bramki  |
| ------------------ | ------------- | ---------------- | ----- | ------ | --------------- | --------------- | ------- | ------- |
| Korona Kielce      | 2006/2007 (w) | Ekstraklasa      | 3     | 0      | 5               | 0               | 8       | 0       |
| Korona Kielce      | 2007/2008     | Ekstraklasa      | 24    | 0      | 8               | 1               | 32      | 1       |
| Korona Kielce      | 2008/2009     | I liga           | 16    | 1      | 1               | 0               | 17      | 1       |
| Korona Kielce      | 2009/2010 (j) | Ekstraklasa      | 5     | 0      | 1               | 0               | 6       | 0       |
| Polonia Bytom      | 2009/2010     | Ekstraklasa      | 23    | 1      | 0               | 0               | 23      | 1       |
| Korona Kielce      | 2010/2011 (j) | Ekstraklasa      | 8     | 0      | 1               | 0               | 9       | 0       |
| Bogdanka Łęczna    | 2010/2011 (w) | I liga           | 16    | 5      | 0               | 0               | 16      | 5       |
| ŁKS Łódź           | 2011/2012 (j) | Ekstraklasa      | 13    | 0      | 2               | 0               | 15      | 0       |
| FK Homel           | 2012          | Wyszejszaja liha | 24    | 3      | 3               | 1               | 27      | 4       |
| Bogdanka Łęczna    | 2012/2013 (w) | I liga           | 15    | 3      | 0               | 0               | 15      | 3       |
| Górnik Łęczna      | 2013/2014     | I liga           | 34    | 3      | 0               | 0               | 34      | 3       |
| Górnik Łęczna      | 2014/2015     | Ekstraklasa      | 36    | 3      | 0               | 0               | 36      | 3       |
| Górnik Łęczna      | 2015/2016     | Ekstraklasa      | 31    | 1      | 0               | 0               | 31      | 1       |
| Zagłębie Sosnowiec | 2016/2017     | I liga           | 32    | 7      | 2               | 0               | 34      | 7       |
| Zagłębie Sosnowiec | 2017/2018     | I liga           | 32    | 6      | 2               | 0               | 34      | 6       |
| Zagłębie Sosnowiec | 2018/2019     | Ekstraklasa      | 11    | 0      | 1               | 0               | 12      | 0       |
| Łącznie            | Korona Kielce | Korona Kielce    | 323   | 33     | 26              | 2               | 349     | 35      |

1. ↑  (j) – runda jesienna; (w) – runda wiosenna
2. ↑  Według nomenklatury obowiązującej w danym sezonie. 7 stycznia 2007 obradujące w Warszawie walne zgromadzenie sprawozdawczo–statutowe Polskiego Związku Piłki Nożnej przyjęło nową strukturę piłkarskich rozgrywek centralnych od sezonu 2008/2009 – cztery ligi centralne, od ekstraklasy przez pierwszą, dwie grupy drugiej do ośmiu grup trzeciej ligi[36]. Druga liga stała się więc pierwszą, trzecia drugą, a czwarta trzecią.
3. ↑  Uwzględniono Puchar Polski oraz Puchar Ekstraklasy.

### Mecze w reprezentacji
| Mecze i gole w reprezentacji | Mecze i gole w reprezentacji | Mecze i gole w reprezentacji | Mecze i gole w reprezentacji | Mecze i gole w reprezentacji | Mecze i gole w reprezentacji | Mecze i gole w reprezentacji |
| #                            | Data                         | Miasto                       | Przeciwnik                   | Gol                          | Wynik                        | Rozgrywki                    |
| ---------------------------- | ---------------------------- | ---------------------------- | ---------------------------- | ---------------------------- | ---------------------------- | ---------------------------- |
| 1.                           | 17.01.2010                   | Nakhon Ratchasima            | Dania                        |                              | 1−3                          | PKT 2010                     |
| 2.                           | 20.01.2010                   | Nakhon Ratchasima            | Tajlandia                    |                              | 3−1                          | PKT 2010                     |
| 3.                           | 23.01.2010                   | Nakhon Ratchasima            | Singapur                     | Gol                          | 6−1                          | PKT 2010                     |

1. ↑  Gole dla reprezentacji Polski podawane są jako pierwsze.